# Gran Premio di Francia 1992
Il Gran Premio di Francia 1992 si è svolto domenica 5 luglio sul Circuito di Nevers Magny-Cours. La gara è stata vinta da Nigel Mansell su Williams seguito dal compagno di squadra Riccardo Patrese e da Martin Brundle su Benetton.

## Prima della gara
- L'Andrea Moda non prende parte alla gara in quanto i camion della scuderia erano rimasti bloccati a causa di uno sciopero dei camionisti in Francia, che aveva provocato il blocco di diverse strade.

## Qualifiche
La Williams torna a dominare le qualifiche, con Mansell che conquista la pole position davanti al compagno di squadra Patrese, con un vantaggio di oltre un secondo sul terzo classificato, Senna. Il brasiliano precede a sua volta il compagno di squadra Berger; seguono Schumacher, Alesi, Brundle, Capelli e le due Ligier di Boutsen e Comas. Durante le qualifiche Fittipaldi ha un violento incidente, che gli costa la rottura della quinta vertebra; il brasiliano dovrà saltare le successive tre gare.

### Classifica
| Pos                     | No | Pilota               | Costruttore                     | Tempo    | Distacco |
| ----------------------- | -- | -------------------- | ------------------------------- | -------- | -------- |
| 1                       | 5  | Nigel Mansell        | Williams - Renault              | 1:13.864 |          |
| 2                       | 6  | Riccardo Patrese     | Williams - Renault              | 1:14.332 | +0.468   |
| 3                       | 1  | Ayrton Senna         | McLaren - Honda                 | 1:15.119 | +1.335   |
| 4                       | 2  | Gerhard Berger       | McLaren - Honda                 | 1:15.316 | +1.452   |
| 5                       | 19 | Michael Schumacher   | Benetton - Ford                 | 1:15.569 | +1.705   |
| 6                       | 27 | Jean Alesi           | Ferrari                         | 1:16.118 | +2.254   |
| 7                       | 20 | Martin Brundle       | Benetton - Ford                 | 1:16.151 | +2.287   |
| 8                       | 28 | Ivan Capelli         | Ferrari                         | 1:16.443 | +2.579   |
| 9                       | 25 | Thierry Boutsen      | Ligier - Renault                | 1:16.806 | +2.942   |
| 10                      | 26 | Érik Comas           | Ligier - Renault                | 1:16.938 | +3.074   |
| 11                      | 11 | Mika Häkkinen        | Lotus - Ford                    | 1:16.999 | +3.135   |
| 12                      | 12 | Johnny Herbert       | Lotus - Ford                    | 1:17.257 | +3.393   |
| 13                      | 29 | Bertrand Gachot      | Venturi Larrousse - Lamborghini | 1:17.442 | +3.578   |
| 14                      | 9  | Michele Alboreto     | Footwork - Mugen-Honda          | 1:17.508 | +3.644   |
| 15                      | 10 | Aguri Suzuki         | Footwork - Mugen-Honda          | 1:17.548 | +3.684   |
| 16                      | 24 | Gianni Morbidelli    | Minardi - Lamborghini           | 1:17.667 | +3.803   |
| 17                      | 21 | Jyrki Järvilehto     | Scuderia Italia - Ferrari       | 1:17.677 | +3.813   |
| 18                      | 30 | Ukyo Katayama        | Venturi Larrousse - Lamborghini | 1:17.709 | +3.845   |
| 19                      | 4  | Andrea De Cesaris    | Tyrrell - Ilmor                 | 1:17.868 | +4.004   |
| 20                      | 32 | Stefano Modena       | Jordan - Yamaha                 | 1:17.901 | +4.037   |
| 21                      | 16 | Karl Wendlinger      | March - Ilmor                   | 1:17.937 | +4.073   |
| 22                      | 3  | Olivier Grouillard   | Tyrrell - Ilmor                 | 1:17.989 | +4.125   |
| 23                      | 15 | Gabriele Tarquini    | Fondmetal - Ford                | 1:17.993 | +4.129   |
| 24                      | 33 | Maurício Gugelmin    | Jordan - Yamaha                 | 1:18.337 | +4.473   |
| 25                      | 22 | Pierluigi Martini    | Scuderia Italia - Ferrari       | 1:18.586 | +4.722   |
| 26                      | 14 | Andrea Chiesa        | Fondmetal - Ford                | 1:18.701 | +4.837   |
| Vetture non qualificate |    |                      |                                 |          |          |
| NQ                      | 17 | Paul Belmondo        | March - Ilmor                   | 1:19.354 | +5.490   |
| NQ                      | 23 | Christian Fittipaldi | Minardi - Lamborghini           | 1:20.062 | +6.198   |
| NQ                      | 7  | Eric van de Poele    | Brabham - Judd                  | 1:20.139 | +6.275   |
| NQ                      | 8  | Damon Hill           | Brabham - Judd                  | 1:21.412 | +7.548   |

## Gara
La gara parte con asfalto umido; al via Patrese prende il comando della corsa, mentre alle sue spalle Schumacher tampona Senna, mettendolo fuori gara. Patrese conduce davanti a Mansell, Berger, Brundle, Alesi, Häkkinen e Boutsen; Berger si ritira dopo dieci giri con il motore rotto e poco dopo inizia a piovere. La pioggia aumenta d'intensità e la gara viene momentaneamente sospesa con la bandiera rossa dopo 18 giri.
Durante l'interruzione di gara e subito dopo il ricollocamento delle monoposto, Senna, ormai già in vesti borghesi, raggiunge sulla griglia Schumacher, facendogli presente delle sue fastidiose e deplorevoli accuse riguardo ai rapporti con la stampa e con gli altri piloti, oltre alla scorretta mossa alla curva Adelaide; Senna discusse con Schumacher con voce molto secca, ricordandogli che questa fu la seconda volta che fu ampiamente criticato dal pilota tedesco, dopo le vicende avvenute in Brasile esattamente 3 mesi prima.
Quando smette di piovere la gara riprende, con Patrese sempre in testa davanti a Mansell, Brundle, Häkkinen e Alesi; il pilota italiano cerca di resistere al compagno di squadra, ma deve lasciarlo passare. Un ulteriore scroscio di pioggia non cambia le posizioni di testa, con l'eccezione di Alesi che si ritira con il motore rotto; Mansell ottiene la sesta vittoria stagionale davanti a Patrese, Brundle (al primo podio in carriera), Häkkinen, Comas e Herbert.

### Classifica
| Pos      | N. | Pilota               | Costruttore/Motore              | Giri | Tempo/Ritiro                | Griglia | Punti |
| -------- | -- | -------------------- | ------------------------------- | ---- | --------------------------- | ------- | ----- |
| 1        | 5  | Nigel Mansell        | Williams - Renault              | 69   | 1:38'08.459                 | 1       | 10    |
| 2        | 6  | Riccardo Patrese     | Williams - Renault              | 69   | +46.447                     | 2       | 6     |
| 3        | 20 | Martin Brundle       | Benetton - Ford                 | 69   | 1'12.579                    | 7       | 4     |
| 4        | 11 | Mika Häkkinen        | Lotus - Ford                    | 68   | +1 giro                     | 11      | 3     |
| 5        | 26 | Érik Comas           | Ligier - Renault                | 68   | +1 giro                     | 10      | 2     |
| 6        | 12 | Johnny Herbert       | Lotus - Ford                    | 68   | +1 giro                     | 12      | 1     |
| 7        | 9  | Michele Alboreto     | Footwork - Mugen-Honda          | 68   | +1 giro                     | 14      |       |
| 8        | 24 | Gianni Morbidelli    | Minardi - Lamborghini           | 68   | +1 giro                     | 16      |       |
| 9        | 21 | Jyrki Järvilehto     | Scuderia Italia - Ferrari       | 67   | +2 giri                     | 17      |       |
| 10       | 22 | Pierluigi Martini    | Scuderia Italia - Ferrari       | 67   | +2 giri                     | 25      |       |
| 11       | 3  | Olivier Grouillard   | Tyrrell - Ilmor                 | 66   | +3 giri                     | 22      |       |
| Ritirato | 27 | Jean Alesi           | Ferrari                         | 61   | Motore                      | 6       |       |
| Ritirato | 4  | Andrea De Cesaris    | Tyrrell - Ilmor                 | 51   | Testacoda                   | 19      |       |
| Ritirato | 30 | Ukyo Katayama        | Venturi Larrousse - Lamborghini | 49   | Motore                      | 18      |       |
| Ritirato | 25 | Thierry Boutsen      | Ligier - Renault                | 46   | Testacoda                   | 9       |       |
| Ritirato | 28 | Ivan Capelli         | Ferrari                         | 38   | Motore                      | 8       |       |
| Ritirato | 16 | Karl Wendlinger      | March - Ilmor                   | 33   | Cambio                      | 21      |       |
| Ritirato | 32 | Stefano Modena       | Jordan - Yamaha                 | 25   | Motore                      | 20      |       |
| Ritirato | 10 | Aguri Suzuki         | Footwork - Mugen-Honda          | 20   | Collisione con M.Alboreto   | 15      |       |
| Ritirato | 19 | Michael Schumacher   | Benetton - Ford                 | 17   | Collisione con S.Modena     | 5       |       |
| Ritirato | 2  | Gerhard Berger       | McLaren - Honda                 | 10   | Motore                      | 4       |       |
| Ritirato | 15 | Gabriele Tarquini    | Fondmetal - Ford                | 6    | Acceleratore                | 23      |       |
| Ritirato | 1  | Ayrton Senna         | McLaren - Honda                 | 0    | Collisione con M.Schumacher | 3       |       |
| Ritirato | 29 | Bertrand Gachot      | Venturi Larrousse - Lamborghini | 0    | Collisione con J.Herbert    | 13      |       |
| Ritirato | 33 | Maurício Gugelmin    | Jordan - Yamaha                 | 0    | Collisione con A.Chiesa     | 24      |       |
| Ritirato | 14 | Andrea Chiesa        | Fondmetal - Ford                | 0    | Collisione con M.Gugelmin   | 26      |       |
| NQ       | 17 | Paul Belmondo        | March - Ilmor                   |      |                             |         |       |
| NQ       | 23 | Christian Fittipaldi | Minardi - Lamborghini           |      |                             |         |       |
| NQ       | 7  | Eric van de Poele    | Brabham - Judd                  |      |                             |         |       |
| NQ       | 8  | Damon Hill           | Brabham - Judd                  |      |                             |         |       |

## Classifiche Mondiali

### Piloti
| Pos. | Pilota             | Punti |
| ---- | ------------------ | ----- |
| 1    | Nigel Mansell      | 66    |
| 2    | Riccardo Patrese   | 34    |
| 3    | Michael Schumacher | 26    |
| 4    | Ayrton Senna       | 18    |
| 4    | Gerhard Berger     | 18    |
| 6    | Jean Alesi         | 11    |
| 7    | Martin Brundle     | 9     |
| 8    | Michele Alboreto   | 5     |
| 9    | Mika Häkkinen      | 4     |
| 9    | Andrea De Cesaris  | 4     |
| 11   | Karl Wendlinger    | 3     |
| 11   | Érik Comas         | 3     |
| 13   | Ivan Capelli       | 2     |
| 13   | Pierluigi Martini  | 2     |
| 13   | Johnny Herbert     | 2     |
| 16   | Bertrand Gachot    | 1     |

### Costruttori
| Pos. | Team                            | Punti |
| ---- | ------------------------------- | ----- |
| 1    | Williams - Renault              | 100   |
| 2    | McLaren - Honda                 | 36    |
| 3    | Benetton - Ford                 | 35    |
| 4    | Ferrari                         | 13    |
| 5    | Lotus - Ford                    | 6     |
| 6    | Footwork - Mugen-Honda          | 5     |
| 7    | Tyrrell - Ilmor                 | 4     |
| 8    | March - Ilmor                   | 3     |
| 8    | Ligier - Renault                | 3     |
| 10   | Scuderia Italia - Ferrari       | 2     |
| 11   | Venturi Larrousse - Lamborghini | 1     |